# Florent Hadergjonaj
Florent Hadergjonaj (Langnau, 31 juli 1994) is een Kosovaars-Zwitsers voetballer  die doorgaans als rechtsback speelt. Hij verruilde FC Ingolstadt 04 in juli 2018 voor Huddersfield Town, dat hem in het voorgaande seizoen al huurde. Hadergjonaj debuteerde in 2019 in het Kosovaars voetbalelftal.

## Clubcarrière
Hadergjonaj speelde in de jeugd bij FC Langnau, FC Thun, FC Luzern en BSC Young Boys. Hij debuteerde op 29 september 2013 Super League, tegen FC Zürich. In zijn eerste seizoen kwam hij tot elf competitiewedstrijden. Hadergjonaj begon het seizoen 2014/15 als basisspeler.

## Interlandcarrière

### Zwitserland

#### Onder-20
Op 15 november 2013 maakte Hadergjonaj zijn debuut met Zwitserland Onder 20. in een vriendschappelijke wedstrijd tegen Polen Onder 20 nadat hij in de basisopstelling was genoemd.

#### Onder-21
Op 4 april 2014 maakte Hadergjonaj zijn debuut met Zwitserland Onder 21 in een UEFA European Under-21 Championship-kwalificatiewedstrijd 2015 tegen Oekraïne Onder 21 nadat hij in de basisopstelling was genoemd.

### Zwitserland
Op 22 mei 2017 kreeg Hadergjonaj een oproep uit Zwitserland voor de vriendschappelijke wedstrijd tegen Wit-Rusland en de kwalificatiewedstrijd voor het WK 2018 tegen de Faeröer . Op 1 juni 2017 maakte hij zijn debuut met Zwitserland in een vriendschappelijke wedstrijd tegen Wit-Rusland nadat hij in de 46e minuut als vervanger opkwam in de plaats van Silvan Widmer .
Op 1 november 2018 kreeg Hadergjonaj een oproep uit Zwitserland voor de UEFA Nations League wedstrijden tegen Belgie en IJsland maar bleef bij de wedstrijden op de bank en maakte geen minuten.

### Kosovo
Op 9 mei 2019 Maakte Hadergjonaj officieel bekend uit te komen Voor Kosovo. Op 22 mei 2019 ontving Hadergjonaj een oproep van Kosovo voor de UEFA Euro 2020-kwalificatiewedstrijden tegen Montenegro en Bulgarije . Op 10 juni 2019 debuteerde hij voor Kosovo tijdens een UEFA Euro 2020-kwalificatiewedstrijden tegen Bulgarije.